# Radosław Romanik
Radosław Romanik (Kamienna Góra, Voivodat de Baixa Silèsia, 16 de gener de 1967) va ser un ciclista polonès, professional des del 2000 fins al 2011. Del seu palmarès destaca el campió nacional en ruta de 2001, així com la Volta a Eslovàquia de 2006 o sis cops el Bałtyk-Karkonosze Tour.

## Palmarès
- 1993
  - 1r al Bałtyk-Karkonosze Tour
- 1994
  - 1r al Bałtyk-Karkonosze Tour
- 1995
  - 1r al Bałtyk-Karkonosze Tour
- 1996
  - 1r al Bałtyk-Karkonosze Tour i vencedor d'una etapa
- 2000
  - Vencedor d'una etapa al Bałtyk-Karkonosze Tour
- 2001
  -  Campió de Polònia en ruta
  - Vencedor d'una etapa al Bałtyk-Karkonosze Tour
- 2002
  - 1r a la Małopolski Wyścig Górski
  - 1r a la Szlakiem walk Major Hubal
  - 1r a la Cursa de la Solidaritat Olímpica
- 2003
  - Vencedor d'una etapa a la Małopolski Wyścig Górski
- 2004
  - Vencedor d'una etapa al Tour de Beauce
- 2005
  - 1r al Bałtyk-Karkonosze Tour i vencedor d'una etapa
  - 1r a la Copa dels Carpats
  - 1r al Gran Premi Jasnej Góry
  - Vencedor d'una etapa a la Małopolski Wyścig Górski
- 2006
  - 1r a la Volta a Eslovàquia i vencedor d'una etapa
- 2007
  - Vencedor d'una etapa al Bałtyk-Karkonosze Tour
- 2008
  - 1r al Bałtyk-Karkonosze Tour
- 2010
  - Vencedor d'una etapa al Bałtyk-Karkonosze Tour

### Resultats al Giro d'Itàlia
- 2003. 33è de la classificació general